# Ga Samga
Ga Samga (tiếng Hàn: 삼가역; Hanja: 三街驛) là ga của Everline ở Samga-dong, Cheoin-gu, Yongin-si, Hàn Quốc.

## Bố trí ga
| Chodang ↑                      |
| \| N/B                         |
| ↓ Tòa thị chính–Đại học Yongin |

| Hướng Bắc | ●Tuyến EverLine | ← Hướng đi Giheung            |
| Hướng Nam | ●Tuyến EverLine | → Hướng đi Jeondae–Everland → |